# The Singing Sap
The Singing Sap est un court métrage de la série Oswald le lapin chanceux, produit par le studio Walter Lantz Productions et sorti le 8 septembre 1930. Il est notable pour avoir été le premier court métrage coréalisé par Walter Lantz et Bill Nolan, ainsi que le premier à avoir crédité un jeune Tex Avery.

## Fiche technique
- Titre  : The Singing Sap
- Série : Oswald le lapin chanceux
- Réalisateur : Walter Lantz, William Nolan
- Scénario : Walter Lantz
- Animateur : Ray Abrams, Fred "Tex" Avery, Pinto Colvig, Clyde Geronimi, Lester Kline, Manuel Moreno
- Producteur : Walter Lantz
- Production : Walter Lantz Productions
- Distributeur : Universal Pictures
- Date de sortie : 8 septembre 1930[1]
- Musique: James Dietrich
- Format d'image : Noir et Blanc
- Langue : (en)
- Pays :  États-Unis